# Conglomérat (géologie)
Pour les articles homonymes, voir Conglomérat.
En pétrographie, un conglomérat est une roche détritique (issue de la dégradation mécanique d'autres roches) composée de morceaux discernables liés entre eux par un ciment naturel. Pour être considérés comme discernables, les morceaux doivent mesurer plus de 2 mm (en dessous de cette taille, on aurait affaire à un grès et non plus à un conglomérat). Les conglomérats sont le plus souvent de nature sédimentaire, mais ils peuvent également être volcaniques.
Parmi les conglomérats, on trouve :
- les brèches, composées de blocs anguleux ;
- les poudingues, composés de galets aux formes arrondies ;
- les tillites, qui contiennent à la fois des cailloux anguleux et des galets arrondis.

Beaucoup de conglomérats ont été formés au moment où la mer envahissait une surface primitivement continentale (transgression), dans une zone basse (poudingue sparnacien de Nemours, au sud de Fontainebleau ou en Normandie).
On appelle conglomérat ossifère un conglomérat riche en ossements de reptiles, d'oiseaux ou de mammifères (conglomérats du Tertiaire inférieur découverts à Meudon en 1836).